# Aéroport international de Nagasaki

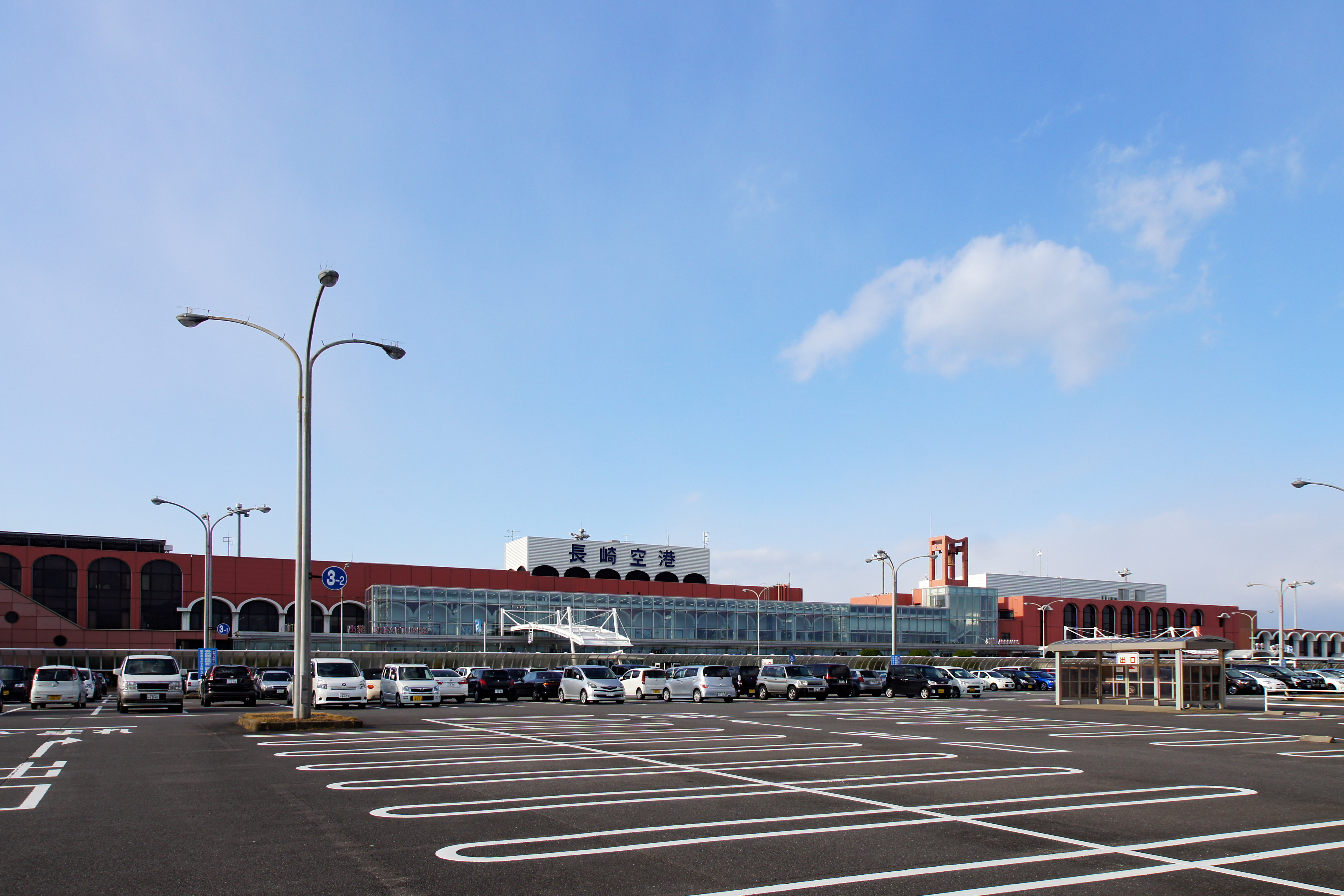
Terminal building.

L’aéroport international de Nagasaki (長崎空港, Nagasaki kūkō) (code IATA : NGS • code OACI : RJFU) est un des principaux aéroports de Kyūshū au Japon.

## Historique
L'aéroport international de Nagasaki a été construit en 1975 sur l’île de Mino, dans le Sud-Est de la baie d'Ōmura, un territoire qui appartient à la ville d'Ōmura. Au centre de la préfecture de Nagasaki, c’était le premier aéroport au monde construit sur l’eau, avant celui du Kansai, de Kobe et celui du Chubu (ouvert en 2005) — même si ce n’est pas une île artificielle à proprement parler, mais bien une île transformée et élargie.
Mino-shima avait une superficie initiale de 0,92 km2 et un diamètre de 7 km. Elle était habitée par 74 personnes (seize foyers) jusqu’en 1972 quand la construction de l’aéroport débuta. Après trois ans et dix-huit milliards de yens, Mino-shima fut agrandie pour atteindre 2,4 km2. Un pont de 970 m, le pont Mino, fut construit pour relier l’île à Kyushu.
L’aéroport, dont le premier nom était aéroport d’Ōmura, ouvrit son service le 1er mai 1975 avec une piste de 2 500 m. Dès que les liaisons avec Tokyo et Osaka débutèrent, l’aéroport fut rebaptisé aéroport de Nagasaki. Puis avec des vols à destination de Shanghai en septembre 1979, il devint l’aéroport international de Nagasaki. Depuis lors, la piste a été allongée (3 000 m) et des terminaux pour les vols intérieurs et internationaux ont été construits (rénovation de 1993). Des vols le relient à Séoul en Corée du Sud depuis 1988 — il est bien plus proche de Séoul que de l’aéroport international de Narita à Tokyo. Son trafic annuel est actuellement de trois millions de passagers transportés environ — un peu moins depuis 2001.

## Situation

### Carte des 50 principaux aéroports du Japon
| Akita Amami Aomori Asahikawa Chūbu Fukuoka Fukushima Hakodate Hanamaki Hiroshima Ibaraki Ishigaki Izumo Kagoshima Kansai Kitakyushu Kobe Kōchi Komatsu Kumamoto Kumejima Kushiro Iwakuni Matsuyama Memanbetsu Miho-Yonago Misawa Miyako Miyazaki Nagasaki Nagoya Naha Tokyo · Narita Niigata Ōita Okayama Osaka Saga Sendai Shin-Chitose Shizuoka Shonai Takamatsu Tokachi-Obihiro Tokushima Tokyo · Haneda Tottori Toyama Tsushima Yamaguchi Ube |

## Compagnies aériennes et destinations
| Compagnies             | Destinations                                    |
| ---------------------- | ----------------------------------------------- |
| All Nippon Airways     | Nagoya-Chūbu, Okinawa-Naha, Osaka, Tokyo-Haneda |
| China Eastern Airlines | Shanghai-Pudong                                 |
| HK Express             | Hong Kong                                       |
| Japan Airlines         | Osaka, Tokyo-Haneda                             |
| Jetstar Japan          | Tokyo-Narita                                    |
| Oriental Air Bridge    | Fukue (en), Iki (en), Tsushima (en)             |
| Peach                  | Osaka-Kansai                                    |
| Skymark Airlines       | Kobe, Tokyo-Haneda                              |
| Solaseed Air           | Tokyo-Haneda                                    |

Édité le 20/01/2020

## Statistiques
Pour des raisons techniques, il est temporairement impossible d'afficher le graphique qui aurait dû être présenté ici.

Voir la requête brute et les sources sur Wikidata.